# Oppligen
Oppligen é uma comuna da Suíça, situada no distrito administrativo de Berna-Mittelland, no cantão de Berna. Tem 3,41 km² de área e sua população em 2018 foi estimada em 649 habitantes.